# Eugène Ketterer
Eugène Ketterer, né le 7 juillet 1831 à Rouenet mort le 19 décembre 1870 à Paris (9e arrondissement), est un pianiste et compositeur français.

## Biographie
D’une famille originaire d’Alsace, Ketterer fait ses études musicales au Conservatoire de Paris, où il remporte un second prix de solfège en 1847.
Admis dans la classe de piano de Zimmerman puis de Marmontel, il obtient comme seule récompense un premier accessit au concours de 1852.
Il commence bientôt à se faire entendre dans les concerts, puis se mit à publier une multitude de morceaux de piano : fantaisies, transcriptions, etc., qui obtiennent un grand succès auprès du public. Il est si prolifique dans ses compositions qu’en l’espace de quinze ans, le nombre de ses publications en ce genre atteint près de trois cents dans le commerce de musique.
Il meurt de la variole pendant le siège de Paris. La même année, le duc de Saxe-Cobourg-Gotha l’avait élevé chevalier de l’ordre de la Maison ernestine de Saxe, distinction d’autant plus flatteuse que, d’ordinaire, il ne décernait aux artistes que la médaille du Mérite.

## Jugement
Hervé Lacombe classe Ketterer parmi les auteurs de ce qu'il appelle des produits dérivés, toutes les partitions de plus ou moins grande qualité tirées (par d'autres compositeurs) des opéras à la mode et qui « témoignent d'usages propres au XIXe siècle et de l'extraordinaire emprise de l'opéra sur le monde musical français » (p. 1034). Pour Lacombe, Ketterer "produit presque à la chaîne des pièces pour briller dans les salons et les concerts et nourrir le consommateur de motifs plaisants habilement disposés" (page 1045). Il ajoute plus bas, à propos de sa fantaisie sur L'Africaine, que "Ketterer sélectionne les éléments les plus conventionnels de la partition de Meyerbeer … et les traite conventionnellement."

## Œuvres
- op. 7 - Grand Caprice Hongrois
- op. 21 - L’Argentine
- op. 24 - Grand galop de concert
- op. 77 - Fleur de bruyère
- op. 90 - La Châtelaine, valse
- op. 116 - Valse des fleurs
- op. 118 - Caprice militaire
- op. 121 - Boute en train, galop de concert
- op. 151 - Souvenirs mélodiques Les Puritains, Fantaisie pour le piano sur l’opéra de Bellini, dédiée à Mlle Berthe Chevé
- op. 156 - Valse des roses
- op. 231 - La Fête du printemps : fantaisie-ballet sur Hamlet, opéra d’Ambroise Thomas
- op. 249 - Viens au bord de la mer : mélodie de Ch. Jacques
- op. 261 - Grande Fantaisie Brillante sur Le Prophète, opéra de Meyerbeer, pour le piano, dédiée à Mlle Suzanne de La Vigne